# Avtopilot
Avtopilot je sistem za upravljanje z vozilom brez posredovanja človeka. Uporablja se v letalih, ladjah, čolnih, raketah, vesoljskih plovilih in drugje. 
V preteklosti je letenje zahtevalo pozornost pilota, ki je na dolgih poletih vodilo do velike utrujenosti, zato so začeli z razvojem prvih primitivnih autopilotov. Prvega so razvili v Ameriki pri firmi Sperry Corporation že leta 1912. Povezan je bil z žiroskopom in lahko držal konstanto višino in smer leta. Leta 1920 so uporabili prvič autopilot na ladja tanker J.A. Moffet.
Obstajajo eno-osni avtopilot, ki usmerjajo samo po smeri, dvo-osni usmerjajo po smeri in višini, tri-osni pa po vseh treh oseh in po navadi niso uporabljeni na malih letalih.
Moderni avtopiloti so del sistema FMS Flight Management System. Sposobni so vodenja letala v vseh fazah letenja. Omogočajo avtomatski pristanek ''ang. Autoland'' tudi v nični vidljivosti na letališčih, ki so ustrezno opremljena s sistemom ILS CATIIIB. Sistem CATIIIC bo omogočil še avtomatsko taksiranje letala po letališču. 
Letalo z avtopilotom leti natančneje in z manjšo porabo goriva kot človek.